# Morti nel 1975/Senza giorno specificato
| Questa pagina contiene informazioni ricavate automaticamente dalle voci biografiche con l'ausilio del template Bio e di un bot. L'aggiornamento è periodico e automatico e ricostruisce completamente la pagina. Se manca una persona in questa lista, sei pregato di non aggiungerla, ma accertati piuttosto che la sua voce biografica contenga il template Bio e che i dati anagrafici siano correttamente compilati. Se il template Bio manca, inseriscilo tu stesso o, in alternativa, metti l'avviso {{tmp\|Bio}} che ne segnala la mancanza. Se i dati riportati sono sbagliati, correggi direttamente la voce biografica; le modifiche saranno visibili in questa lista entro pochi giorni. Per chiarimenti vedi il progetto biografie. La lista contiene solo le 78 persone che sono citate nell'enciclopedia e per le quali è stato implementato correttamente il template Bio. Pagina aggiornata al 3 mar 2024. |

- Oddo Aliventi, scultore italiano (n. 1898)
- Zihlathi Ndwandwe/Mkhatjwa, regina swati
- Bas Jan Ader, artista olandese (n. 1942)
- Marion Polk Angellotti, scrittrice statunitense (n. 1887)
- Oreste Badellino, latinista e lessicografo italiano (n. 1896)
- Alula Baldassarini, ingegnere italiano (n. 1887)
- Vincenzo Balocchi, fotografo italiano (n. 1892)
- Umberto Banchelli, giornalista italiano (n. 1891)
- Ernst Baylon, schermidore austriaco (n. 1903)
- Ivo Bazzechi, fotografo italiano (n. 1920)
- Mario Bonzano, ufficiale e aviatore italiano (n. 1906)
- Giovanni Borgato, calciatore italiano (n. 1897)
- Giovanni Braggion, artista e decoratore italiano (n. 1885)
- Sante Brinati, politico e antifascista italiano (n. 1900)
- Charlie Bunyan, calciatore inglese (n. 1892)
- Bui Tuong Phong, informatico vietnamita (n. 1942)
- Milo Campari, calciatore italiano (n. 1912)
- Salvatore Cardella, architetto italiano (n. 1896)
- Roberto Carignani, pittore italiano (n. 1894)
- Enrico Carmassi, scultore italiano (n. 1897)
- Eustachio Catalano, pittore italiano (n. 1893)
- Giorgio Alberto Chiurco, medico e patologo italiano (n. 1895)
- Giuseppe Colosi, biologo italiano (n. 1892)
- Marcello Cortopassi, direttore d'orchestra, compositore e arrangiatore italiano (n. 1900)
- Enrico Demma, cantante e attore teatrale italiano (n. 1890)
- Stuart Dodd, sociologo statunitense (n. 1900)
- Cristoforo Fracassi Ratti Mentone di Torre Rossano, diplomatico italiano (n. 1900)
- James Gammell, generale britannico (n. 1892)
- Renato Gardini, calciatore italiano (n. 1921)
- Emilio Garro, scrittore, giornalista e religioso italiano (n. 1887)
- Giuseppe Ghedina, alpinista italiano (n. 1921)
- Emilio Grau Sala, pittore spagnolo (n. 1911)
- Giovanni Innocenti, calciatore italiano (n. 1888)
- Jack Johnson, calciatore inglese (n. 1919)
- Bob Karp, fumettista statunitense (n. 1911)
- Thomas King, mafioso statunitense
- Berthold Klinghofer, pittore rumeno (n. 1899)
- Arturo Lanteri, fumettista e regista argentino (n. 1891)
- Adriano Lanza, pentatleta italiano (n. 1884)
- Theodore A. Liebler Jr., sceneggiatore e produttore teatrale statunitense (n. 1886)
- Guido Mancini, politico italiano (n. 1880)
- Giulio Marzot, critico letterario italiano (n. 1901)
- Armando Maugini, agronomo italiano (n. 1889)
- Thorp McClusky, scrittore statunitense (n. 1906)
- Luciano Miori, politico italiano (n. 1895)
- Angelo Molinari, imprenditore italiano (n. 1893)
- Federico Morgante, pittore italiano (n. 1898)
- Mark Mračnyj, scrittore sovietico (n. 1892)
- Ross Nichols, storico delle religioni e poeta britannico (n. 1902)
- Giulio Palma di Cesnola, generale e aviatore italiano (n. 1883)
- Lilī Paschalidou-Theodōridou,  greca (n. 1911)
- Aldo Pasetti, giornalista e scrittore italiano (n. 1903)
- Francesco Pellegrino, compositore e direttore di banda italiano (n. 1910)
- Dino Peretti, attore italiano
- Flora Perini, mezzosoprano italiano (n. 1887)
- Renzo Picasso, architetto, ingegnere e urbanista italiano (n. 1880)
- Gustavo Pittaluga, compositore, direttore d'orchestra e saggista spagnolo (n. 1906)
- Al Polizzi, mafioso italiano (n. 1901)
- Gianni Pons, sceneggiatore e regista italiano (n. 1909)
- Josef Prager, calciatore austriaco (n. 1886)
- Guglielmo Quadrotta, giornalista, scrittore e editore italiano (n. 1888)
- Celio Rabotti, politico italiano (n. 1896)
- Francesco Maria Salvi, imprenditore e dirigente d'azienda italiano (n. 1897)
- Ettore Sannino, scultore e pittore italiano (n. 1897)
- Harold e Dorothy Smith, attore britannico (n. 1889)
- Nino Springolo, pittore italiano (n. 1886)
- Jim Sullivan, cantante e chitarrista statunitense (n. 1940)
- Maria Teohari, astronoma e insegnante rumena (n. 1885)
- Mario Tonali, calciatore italiano (n. 1910)
- Paul Vacher, profumiere francese
- Stavro Vinjau, politico e avvocato albanese (n. 1893)
- Ferruccio Vosilla, militare e aviatore italiano (n. 1905)
- Robert Wedderburn, statistico britannico (n. 1947)
- Cili Vethekam, scrittrice tedesca (n. 1921)
- Veniamin Pavlovič Žechovskij, astronomo russo (n. 1881)
- Nasser bin Sa'ud Al Sa'ud, principe e militare saudita (n. 1954)
- Antonio de Bolòs y Vaireda, botanico spagnolo (n. 1889)
- Caridad Mercader, guerrigliera spagnola (n. 1892)